# Nombre bariònic
En física de partícules, el nombre bariònic és un nombre quàntic. El nombre bariònic d'un sistema es defineix com un terç del nombre de quarks menys el nombre d'antiquarks del sistema. Es simbolitza amb la lletra B.
Totes les partícules tenen un nombre bariònic. Les partícules sense quarks tenen un nombre bariònic igual a 0. Això inclou els leptons, els bosons W i Z, els fotons i els gluons. Els protons i els neutrons tenen B = 1. Com que tres quarks formen un protó o un neutró, s'ha d'atribuir a cada quark un nombre bariònic B = 1/3.

## Conservació
El nombre bariònic conserva gairebé en totes les interaccions del model estàndard. Que es conserva significa que la suma del nombre bariònic del conjunt de partícules entrants és el mateix que el del conjunt de les partícules que resulten d'una reacció. Una excepció és l'anomalia quiral, però els esfalerons, un procés de la interacció electrofeble que s'ha postulat com explicació de l'asimetria entre matèria i antimatèria, són poc comuns. Aquest procés converteix tres barions en tres antileptons. L'encara hipotètica teoria de la gran unificació permet el canvi d'un barió per diversos leptons, 
això viola la conservació del nombre bariònic i del nombre leptònic, però la diferència B-L es conserva. La desintegració del protó seria ser un exemple d'un d'aquests processos.